# Křelov-Břuchotín
Křelov-Břuchotín é uma comuna checa localizada na região de Olomouc, distrito de Olomouc.